# 102e régiment d'infanterie territoriale

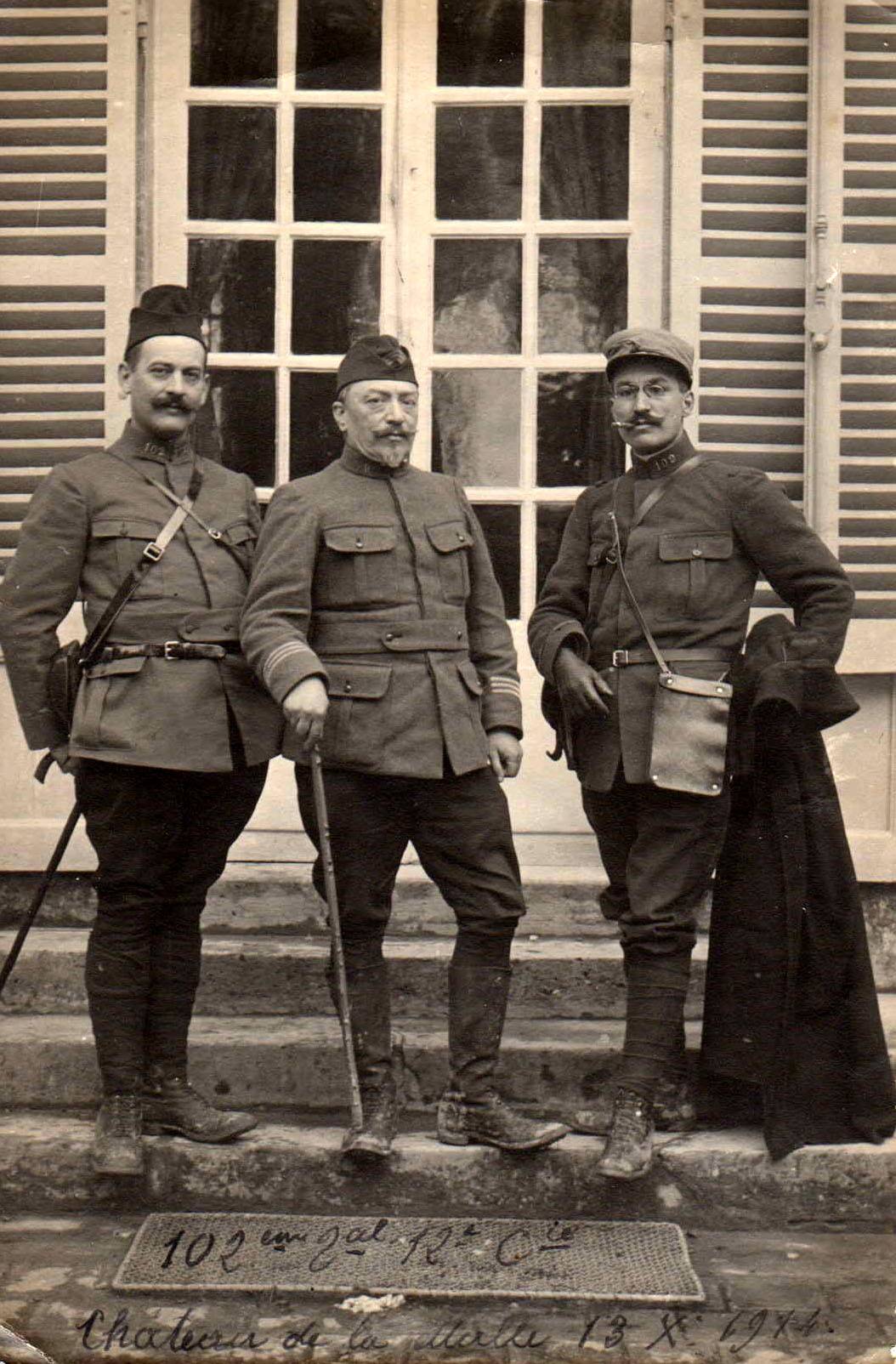
d'infanterie territoriale, capitaine et ses deux lieutenants, 13 décembre 1914

Le 102e régiment d'infanterie territoriale est un régiment d'infanterie de l'armée de terre française qui a participé à la Première Guerre mondiale.

## Création et différentes dénominations
Le régiment reçoit son numéro par décret du 19 mars 1875, en prévision de la mobilisation.

## Historique des garnisons, combats et batailles du102eRIT
Le 102 régiment d'infanterie territoriale était caserné à Saint-Étienne de 1862 à 1876. Il dépendait du 13e Corps d'Armée

### Première Guerre mondiale

#### Affectations
- 87e division d'infanterie territoriale d'avril à août 1915
- 81e division d'infanterie territoriale d'août 1915 à avril 1917

## Drapeau
Il porte, cousues en lettres d'or dans ses plis, les inscriptions suivantes :
- Artois 1915-1916